# Die Schwiegermutter
Die Schwiegermutter ist ein Fragment eines Märchens (ATU 410). Es stand in den Kinder- und Hausmärchen der Brüder Grimm nur in der 1. Auflage von 1812 an Stelle 84 (KHM 84a), später kürzer im Anmerkungsband unter Bruchstücke, Nr. 5 Die böse Schwiegermutter.

## Inhalt
Die böse Schwiegermutter lässt die Königin mit ihren zwei Söhnlein im Keller einsperren, als der König im Krieg ist. Sie schickt den Diener, ihr das eine Kind in brauner Soße zu kochen, dann das andere in weißer. Die Königin lässt ihn ein Schwein und ein Ferkel nehmen. Die Schwiegermutter will auch die Königin essen.
(Der Fortgang wird in Klammern angedeutet: Diesmal wird eine Hirschkuh geschlachtet, dann schreien die Kinder und dürfen nicht gehört werden)

## Herkunft
Laut Wilhelm Grimms Handnotiz stammt der Text „18. April 1811 von Hassenpflugs“. Die Anmerkung vergleicht Perraults la belle au bois dormant und in Basiles Pentameron V,5 Sonne, Mond und Talia. Auch Grimms Anmerkung zu KHM 50 Dornröschen verweist darauf. Vgl. bei Grimm noch am ehesten KHM 49 Die sechs Schwäne, KHM 53 Schneewittchen.